# Chrotogonus trachypterus
Chrotogonus trachypterus är en insektsart som först beskrevs av Blanchard 1836.  Chrotogonus trachypterus ingår i släktet Chrotogonus och familjen Pyrgomorphidae.

## Underarter
Arten delas in i följande underarter:
- C. t. trachypterus
- C. t. robertsi